# Alberto Angiolini
Alberto Angiolini (Como, 14 giugno 1973) è un cestista italiano.

## Carriera
Cresciuto nel settore giovanile della Pallacanestro Cantù, fa il suo esordio in Serie A nella stagione 1992-1993, giocando anche in Coppa Korać. Con Cantù gioca anche in A2 nel 1995-1996, anno del ritorno in A1.
Nel 2001 conquista la promozione in Legadue e la Coppa Italia LNP con la Pallacanestro Pavia.
Nel 2010 ottiene la promozione in Divisione Nazionale A con l'U.C. Piacentina.
Nel dicembre del 2011 firma in Divisione Nazionale C con il Basket Lecco, che porta in Divisione Nazionale B, traguardo mai raggiunto prima dalla società lombarda.

## Palmarès
- Coppa Italia Serie B d'Eccellenza: 1

Pall. Pavia: 2001

## Statistiche
Dati aggiornati al 30 giugno 2015

### Stagione regolare
| Stagione        | Squadra               | Competizione          | Partite | Partite | Partite | Statistiche tiro | Statistiche tiro | Statistiche tiro | Altre statistiche | Altre statistiche | Altre statistiche | Altre statistiche | Altre statistiche |
| Stagione        | Squadra               | Competizione          | Pres.   | Titol.  | Minuti  | Tiri da 2        | Tiri da 3        | Liberi           | Rimb.             | Assist            | Rubate            | Stopp.            | Punti             |
| --------------- | --------------------- | --------------------- | ------- | ------- | ------- | ---------------- | ---------------- | ---------------- | ----------------- | ----------------- | ----------------- | ----------------- | ----------------- |
| 1992-1993       | Pallacanestro Cantù   | Serie A               | 2       | 0       | 17      | 2/3              | 0/1              | 2/3              | 0                 | 0                 | 2                 | 0                 | 6                 |
| 1994-1995       | Pallacanestro Gorizia | Serie A2              | 34      | 6       | 394     | 31/61            | 8/41             | 37/54            | 28                | 11                | 25                | 0                 | 123               |
| 1995-1996       | Pallacanestro Cantù   | Serie A2              | 3       | 0       | 30      | 2/5              | 1/3              | 2/2              | 1                 | 1                 | 4                 | 0                 | 9                 |
| 2006-2007       | Virtus Bergamo        | Serie B2              | 30      | 14      | 1019    | 77/168           | 51/146           | 161/197          | 86                | 68                | 75                | 0                 | 468               |
| 2007-2008       | Pallacanestro Como    | Serie B2              | 26      | 24      | 916     | 73/160           | 70/216           | 123/150          | 90                | 59                | 66                | 1                 | 479               |
| 2008-2009       | Pallacanestro Como    | Serie B Dilettanti    | 25      | 24      | 799     | 72/145           | 64/198           | 104/129          | 69                | 61                | 57                | 2                 | 440               |
| 2009-2010       | U.C.Piacentina        | Serie B Dilettanti    | 30      | 11      | 809     | 57/112           | 83/193           | 103/126          | 78                | 42                | 63                | 0                 | 466               |
| 2010-2011       | Forti e Liberi Monza  | Serie B Dilettanti    | 30      | 25      | 1040    | 95/214           | 49/188           | 156/192          | 90                | 126               | 63                | 1                 | 493               |
| 2011            | Cortemaggiore         | Divisione Nazionale C | 11      | 9       | 313     | 18/60            | 22/59            | 42/47            | 21                | 16                | 15                | 1                 | 144               |
| da dic. 2011    | Basket Lecco          | Divisione Nazionale C | 17      | 14      | 471     | 30/85            | 37/113           | 67/84            | 48                | 25                | 12                | 0                 | 238               |
| 2012-2013       | Basket Lecco          | Divisione Nazionale B | 30      | 28      | 920     | 62/150           | 68/210           | 106/132          | 67                | 76                | 42                | 0                 | 434               |
| 2013-2014       | Basket Lecco          | Divisione Nazionale B | 28      | 20      | 744     | 33/93            | 49/159           | 85/110           | 59                | 83                | 11                | 0                 | 298               |
| 2014-2015       | Robur Saronno         | Serie C               | 28      | 14      | 739     | 43/96            | 46/150           | 73/93            | 67                | 113               | 22                | 1                 | 297               |
| Totale carriera | Totale carriera       | Totale carriera       | -       | -       | -       | -                | -                | -                | -                 | -                 | -                 | -                 | -                 |

### Playoff
| Stagione        | Squadra              | Competizione          | Partite | Partite | Partite | Statistiche tiro | Statistiche tiro | Statistiche tiro | Altre statistiche | Altre statistiche | Altre statistiche | Altre statistiche | Altre statistiche |
| Stagione        | Squadra              | Competizione          | Pres.   | Titol.  | Minuti  | Tiri da 2        | Tiri da 3        | Liberi           | Rimb.             | Assist            | Rubate            | Stopp.            | Punti             |
| --------------- | -------------------- | --------------------- | ------- | ------- | ------- | ---------------- | ---------------- | ---------------- | ----------------- | ----------------- | ----------------- | ----------------- | ----------------- |
| 2007-2008       | Pallacanestro Como   | Serie B2              | 2       | 2       | 73      | 5/8              | 5/21             | 9/9              | 8                 | 2                 | 5                 | 0                 | 34                |
| 2008-2009       | Pallacanestro Como   | Serie B Dilettanti    | 3       | 3       | 106     | 6/24             | 9/21             | 16/18            | 11                | 2                 | 5                 | 0                 | 55                |
| 2009-2010       | U.C.Piacentina       | Serie B Dilettanti    | 12      | 12      | 335     | 25/67            | 22/73            | 56/65            | 24                | 25                | 24                | 0                 | 172               |
| 2010-2011       | Forti e Liberi Monza | Serie B Dilettanti    | 2       | 2       | 77      | 4/12             | 8/19             | 13/14            | 13                | 5                 | 6                 | 0                 | 45                |
| 2011-2012       | Basket Lecco         | Divisione Nazionale C | 7       | 6       | 251     | 16/40            | 18/57            | 42/54            | 26                | 15                | 16                | 0                 | 128               |
| 2014-2015       | Robur Saronno        | Serie C               | 7       | 0       | 157     | 5/17             | 6/32             | 16/28            | 21                | 15                | 2                 | 0                 | 44                |
| Totale carriera | Totale carriera      | Totale carriera       | -       | -       | -       | -                | -                | -                | -                 | -                 | -                 | -                 | -                 |

### Coppe europee
| Stagione        | Squadra             | Competizione    | Partite | Partite | Partite | Statistiche tiro | Statistiche tiro | Statistiche tiro | Altre statistiche | Altre statistiche | Altre statistiche | Altre statistiche | Altre statistiche |
| Stagione        | Squadra             | Competizione    | Pres.   | Titol.  | Minuti  | Tiri da 2        | Tiri da 3        | Liberi           | Rimb.             | Assist            | Rubate            | Stopp.            | Punti             |
| --------------- | ------------------- | --------------- | ------- | ------- | ------- | ---------------- | ---------------- | ---------------- | ----------------- | ----------------- | ----------------- | ----------------- | ----------------- |
| 1992-1993       | Pallacanestro Cantù | Coppa Korac     | 4       | -       | 37      | 2/4              | 0/2              | 8/9              | 6                 | 0                 | 2                 | 0                 | 12                |
| Totale carriera | Totale carriera     | Totale carriera | 4       | -       | 37      | 2/4              | 0/2              | 8/9              | 6                 | 0                 | 2                 | 0                 | 12                |